# Rubens Teixeira
Rubens Teixeira (Rio de Janeiro, 11 de outubro de 1970) é um escritor dentre os mais vendidos em 2014 e 2015 do best seller As 25 Leis bíblicas do sucesso, que está sendo traduzido em vários idiomas e lançados em vários países, defensor do dinheiro virtual.

## Autor dos livros
- As 25 Leis Bíblicas do Sucesso, em coautoria com William Douglas, que foi primeiro colocado nos principais rankings do Brasil, com mais de 250 mil cópias vendidas no país e sendo lançado em vários países, alcançando os mais vendidos inclusive na Letônia,[2] publicado pela editora Sextante[1]
- Como vencer quando você não é o favorito, recém lançado no Brasil, publicado pela editora Sextante, e com contrato assinado para lançar em Londres,.[3]
- Sociedade com Deus, em coautoria com William Douglas, continuação do “As 25 Leis Bíblicas do Sucesso”, publicado pela editora Sextante [4]
- Assustadoramente Ricos, em coautoria com William Douglas
- Desatando o nó do crescimento econômico: propostas econômicas e jurídicas para o sistema financeiro nacional, em coautoria com os doutores em economia Márcio Araujo e Henrique Forno.[5]
- Desatando o nó do Brasil: propostas para destravar a economia e travar a corrupção, em coautoria com os doutores em economia Márcio Araujo e Henrique Forno.[6]

Sua biografia é narrada no livro Do monturo Deus ergue um vencedor, de autoria de Jorge Videira.

## Biografia[8]
Rubens Teixeira da Silva  nasceu em 11 de outubro de 1970, em Rocha Miranda, Rio de Janeiro. É o terceiro filho, de seis, de Paulo da Silva e Darcy Teixeira da Silva. O pai ascensorista e a mãe do lar. Passou boa parte de sua infância no bairro de Santa Margarida em Campo Grande, Cidade do Rio de Janeiro. Cursou o ensino fundamental, antigo primeiro grau, do ano de 1976 a 1984, na Escola Municipal Lycio de Souza Carvalho e na Escola Municipal Barão de Santa Margarida – apenas a última série foi cursada na segunda escola. O ensino médio, antigo segundo grau, foi cursado entre os anos de 1985 e 1987, no Colégio Estadual F. A. Raja Gabaglia e no Colégio Martins – apenas a terceira série foi neste último. Aos nove anos de idade já havia lido toda a Bíblia. Os resultados que obteve ao longo da vida são atribuídos, em grande parte, aos conhecimentos adquiridos por meio dessa leitura continuada.
Por iniciativa própria, trabalhou dos doze aos dezessete anos em obras de construção civil, lavagem de carros, venda de ferro-velho e como office-boy. Seus últimos trabalhos, antes de ingressar no Exército, foram como entregador de próteses odontológicas em um laboratório no Méier, Rio de Janeiro, e secretário de um consultório médico de oftalmologia, também no Méier, onde recebia a remuneração de meio salário mínimo. Cabe ressaltar que esses trabalhos eram exercidos voluntariamente e não por imposição de seus pais.
Em 1987, foi aprovado em concurso para a Academia Militar das Agulhas Negras (AMAN), iniciando o curso em 1988 e concluindo em 1991. Para essa empreitada, seu irmão mais velho, Paulo César Teixeira da Silva, financiou seus estudos no ano de 1987. Na AMAN, formou-se oficial de carreira da arma de infantaria. Após o término do curso serviu de aspirante à oficial até o posto de primeiro tenente no 57º Batalhão de Infantaria Motorizado do Exército Brasileiro, mais conhecido como Regimento Escola de Infantaria (REI), na Vila Militar, no Rio de Janeiro, onde exerceu diversas funções relativas aos postos que ocupou, todas relacionadas à área combatente do Exército.
Em 1993 o Exército lhe deu uma chance de prestar concurso para o Instituto Militar de Engenharia (IME). Na ocasião foi aprovado. Realizou o curso de engenharia de fortificação e construção, de 1994 a 1997. Esta engenharia é idêntica à engenharia civil, mas com ênfase no uso militar, como a construção de paióis, estande de tiros e abrigos contra armas nucleares.
Logo no início do curso do IME, mais precisamente em 16 de julho de 1994, casou-se com Marta Regina. Terminou o curso de engenharia no IME em 1997 e, já como capitão, foi transferido da área combatente para a área tecnológica do Exército. Em 1998, como capitão do Quadro de Engenheiros Militares do Exército, foi designado para servir no 7º Batalhão de Engenharia de Construção do Exército, em Rio Branco, no Acre. Na ocasião exerceu a função de Chefe da Seção Técnica daquela unidade, sendo responsável pela construção de obras civis e rodovias na região Amazônica. Foi na capital do Acre que nasceu o seu primeiro filho Renan Teixeira.
Ainda no Acre, prestou concurso para o cargo de Analista do Banco Central do Brasil em 1998, foi aprovado e tomou posse em julho daquele ano. Em 2000, a convite de um colega que estava na ativa no Exército, voltou ao IME e fez mestrado em engenharia nuclear, concluído em 2002. Cursou doutorado em economia UFF, direito UFRJ e pós-graduação em auditoria e perícia contábil (UNESA). Realizou ainda outros cursos como teologia (SETES) e ciclo de estudos de política e estratégia da Associação dos Diplomados da Escola Superior de Guerra (Adesg/RJ).
Foi professor de matemática, química e física, no Rio de Janeiro, Rio Branco (AC) e Brasília, na preparação de alunos para vestibulares de nível elevado, como IME, ITA, escolas militares de formação de oficiais e diversos outros. Lecionou as disciplinas Cálculo Diferencial e Integral, Economia e Direito em cursos de engenharia e farmácia, na Universidade Estácio de Sá, e direito na FAECAD.
No Banco Central do Brasil trabalhou no Departamento Econômico, em Brasília. Trabalhou ainda no Departamento de Organização do Sistema Financeiro, no Departamento do Meio Circulante e no Departamento de Operações do Mercado Aberto, todos no Rio de Janeiro. Exerceu de 3 de março de 2008 a 27 de março de 2015 a função de Diretor Financeiro e Administrativo da Petrobras Transporte S.A.– TRANSPETRO. Em 2013, nasceu seu segundo filho Mateus Teixeira.
Atualmente, Rubens Teixeira é Secretário Municipal de Conservação e Meio Ambiente da Cidade do Rio de Janeiro. .
Além de ser comentarista de rádio e televisão em diversas emissoras, Rubens Teixeira possui artigos publicados em revistas científicas especializadas em Economia e Direito, no Brasil e no exterior. É autor de 5 livros, dentre eles o best seller “As 25 leis bíblicas do sucesso”, em coautoria com o juiz federal William Douglas, que já ocupou a primeira posição em vendas nos principais rankings do país em sua categoria e está sendo lançado em várias partes do mundo em diversos idiomas.
Recebeu o Prêmio Tesouro Nacional, em novembro de 2007, com trabalho baseado em sua tese de doutorado em Economia, na categoria “Ajuste Fiscal e Dívida Pública”, e o Prêmio Paulo Roberto de Castro em janeiro de 2008, conferido pelo Sindicato Nacional dos Funcionários do Banco Central, por trabalho científico baseado em sua monografia de Direito, em concurso realizado entre funcionários do Banco Central em todo o Brasil, versando sobre o tema “Regime de metas de inflação: seus efeitos sobre a inflação, o produto e o emprego no Brasil”.

## Premiações
1. Possui em seu quadro de honrarias a Medalha Pedro Ernesto, que é a mais importante comenda do município do Rio de Janeiro, entregue pela Câmara Municipal àqueles que mais se destacam na comunidade brasileira;
2. a Medalha Amigo da Marinha, concedida a personalidades ou instituições que apresentem idoneidade moral e conduta pessoal condizentes com os padrões que a Marinha exige de seus integrantes, interesse pela Marinha e pelos assuntos ligados ao Poder Marítimo e atividade destacada em prol dos interesses da Marinha ou de outro segmento do Poder Marítimo;
3. o Título e Diploma de Colaborador Emérito do Exército, concedido a personalidades e Instituições que possuem elevado conceito na classe e na comunidade a que pertencem e tenham praticado ação destacada ou serviço relevante em prol do Exército Brasileiro;
4. o Troféu Dom Quixote, instituído pela Revista Justiça e Cidadania, em 1999, pelo jornalista Orpheu Salles, concedido a personalidades que se destacam em prol da ética, da moral e dos direitos da cidadania; a Medalha Mérito Adesguiano, maior comenda da ADESG;
5. a Medalha Mérito Tamandaré, destinada a agraciar autoridades civis e militares que tenham prestado relevantes serviços na divulgação ou no fortalecimento das tradições da Marinha do Brasil, honrando seus feitos e realçando seus vultos históricos;
6. a Medalha Cívica Nobres Cavaleiros de São Paulo, pela inestimável colaboração de bem servir o Desenvolvimento Cultural e Social do país e conquistar o respeito, admiração e o reconhecimento da sociedade;
7. a Médaille de Vermeil, concedida pela Sociedade de Encorajamento ao Progresso, sediada na França;